# Noailhac, Tarn
Noailhac är en kommun i departementet Tarn i regionen Occitanien i södra Frankrike. Kommunen ligger i kantonen Labruguière som tillhör arrondissementet Castres. År 2022 hade Noailhac 835 invånare.

## Befolkningsutveckling
Antalet invånare i kommunen Noailhac
| Referens: INSEE |